# Macroscelesia longipes
Macroscelesia longipes är en fjärilsart som beskrevs av Moore 1877. Macroscelesia longipes ingår i släktet Macroscelesia och familjen glasvingar. Inga underarter finns listade i Catalogue of Life.